# Spudaea grisea
Spudaea grisea är en fjärilsart som beskrevs av William Warren 1911. 
Spudaea grisea ingår i släktet Spudaea och familjen nattflyn. Inga underarter finns listade i Catalogue of Life.